# Celaenia atkinsoni
Celaenia atkinsoni is een spinnensoort in de taxonomische indeling van de wielwebspinnen (Araneidae).
Het dier behoort tot het geslacht Celaenia. De wetenschappelijke naam van de soort werd voor het eerst geldig gepubliceerd in 1879 door Octavius Pickard-Cambridge.